# アデルフィア
アデルフィア（イタリア語: Adelfia）は、イタリア共和国プッリャ州バーリ県にある、人口約1万7000人の基礎自治体（コムーネ）。

## 地理

### 位置・広がり

#### 隣接コムーネ
隣接するコムーネは以下の通り。
- アックアヴィーヴァ・デッレ・フォンティ
- バーリ
- ビトリット
- カザマッシマ
- サンニカンドロ・ディ・バーリ
- ヴァレンツァーノ

## 交通

### 鉄道
- スド・エスト鉄道
  - バーリ＝カザマッシマ＝プティニャーノ線 (it:Ferrovia Bari-Casamassima-Putignano)